# Тау
Вижте пояснителната страница за други значения на Тау.
Тау (старогр.) или таф (тав) (гр.) (главна буква Τ, малка буква τ) е 19-ата буква от гръцката азбука. В гръцката бройна система с тази буква се означава 300.
Малката буква τ се използва като символ за:
- Елементарната частица таон във физиката
- Тангенциално напрежение